# تشارلز-آرثر غوثير
تشارلز-آرثر غوثير هو سياسي كندي، ولد في 12 مايو 1913 في دولبو ميستاسيني في كندا، وتوفي في 12 مايو 1997. نشط حزبياً في Social Credit Party of Canada ‏. وقد انتخب عمدة وانتخب عضو مجلس العموم الكندي.